# Джентльмен
Джентльме́н (англ. gentleman — «вихований, шляхетний чоловік», пор. фр. gentilhomme) — історично чоловік найнижчого рангу англійської шляхти, що в табелі про ранги розташовувався нижче есквайра (esquire) і вище за йомена (yeoman).
За визначенням, у цю категорію входили молодші сини молодших синів баронів та лицарів.
У Середньовіччі словом «джентльмен» називали членів нетитулованого дворянства — джентрі (gentry), до якого належали лицарі та нащадки молодших синів феодалів (відповідно до майорату титул успадковувався лише старшим сином).
У сучасному, ширшому, значені «джентльмен» — чоловічий образ, сформований у вікторіанську епоху. Спочатку слово «джентльмен» означало чоловіка шляхетного походження.
З часом так стали називати освіченого і вихованого чоловіка, практично інтелігента, респектабельного та урівноваженого (манірного і незворушного).
Джентльмена відрізняє елегантність, пунктуальність і уміння тримати своє слово (джентльменська угода).